# Route nationale 56
Die Route nationale 56, kurz N 56 oder RN 56, ist eine ehemalige französische Nationalstraße.
Die Straßennummer wurde erstmals 1824 in das Nationalstraßennetz aufgenommen.
Sie geht auf die Route impériale 75bis zurück.
Bis zur Herabstufung der Straße im Jahr 2006 verlief sie zwischen einer Kreuzung mit der Nationalstraße N3 östlich von Saint-Avold und Sarralbe.
Die Gesamtlänge des ehemaligen Streckenverlaufs betrug 25,5 Kilometer.
Während der deutschen Besetzung Frankreichs im Zweiten Weltkrieg stellte die Nationalstraße einen Teil der Reichsstraße 353 dar.